# 한스 외르크 셸링

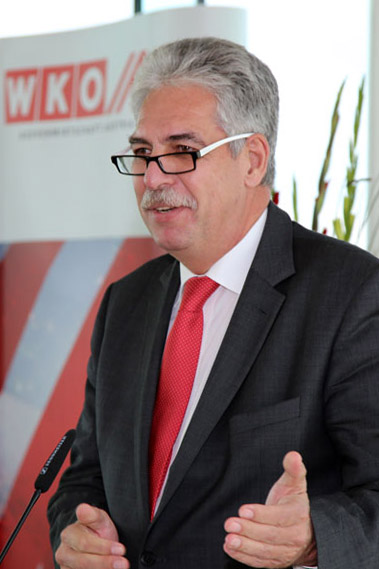

한스 외르크 셸링(독일어: Hans Jörg Schelling, 1953년 12월 27일 ~ )은 오스트리아의 기업인 출신 정치인으로, 당적은 오스트리아 국민당이다. 베르너 파이만, 크리스티안 케른 총리 밑에서 재무장관직을 역임했다.

## 초기 경력
오스트리아 서부의 포어아를베르크주 출신으로, 정계 입문 전에는 백만장자 경영 컨설턴트였다. 이 시절 두 홈퍼니싱 체인을 설립해 재산을 모았다.

## 정치 경력
재무장관 시절 셸링은 2007-2008년 세계 금융 위기의 여파를 해결하는 역할을 담당했다. 2016년 그는 2008년 금융 위기 당시 곤경에 처한 대주들에게 지급된 국고 보조금을 감독하고자 설립된 FIMBAG를 폐쇄하였다. 정부가 하이포 알페아드리아 은행 채권자 문제를 해결하는 한편 공공재정의 걸림돌을 치우는 법안을 통과시키는 데 큰 역할을 하기도 했다.